# Szczecińskie Towarzystwo Miłośników Komunikacji Miejskiej
Szczecińskie Towarzystwo Miłośników Komunikacji Miejskiej (w skrócie STMKM) powstało w 1998 r. z inicjatywy Remigiusza Grochowiaka. Jest zarejestrowanym stowarzyszeniem z siedzibą w Szczecinie. Statutowymi celami Towarzystwa są: propagowanie tematyki komunikacyjnej, gromadzenie oraz pielęgnowanie zabytków komunikacyjnych oraz szereg innych związanych z komunikacją publiczną, w szczególności miejską.

## Początki działalności
Pierwsze spotkanie szczecińskich miłośników odbyło się w zajezdni Pogodno w listopadzie 1998 roku. Miało ono na celu założenie Towarzystwa. Rejestracja stowarzyszenia przeciągała się na skutek kruczków prawnych. Pierwsze działania STMKM miały więc charakter nieformalny. Jednym z takich działań była współorganizacja uroczystych obchodów 120-lecia komunikacji miejskiej w Szczecinie 11 września 1999 r. Była to pierwsza impreza Towarzystwa skierowana do szerokiego grona mieszkańców miasta, a zarazem jedna z dwóch największych w dotychczasowej historii Towarzystwa. 3 grudnia 1999 r. STMKM zostało oficjalnie zarejestrowane przez Sąd Rejonowy w Szczecinie i od tego czasu prowadzi oficjalną działalność.

## Imprezy Towarzystwa
Statutowe cele Towarzystwa realizowane są m.in. przez organizację imprez komunikacyjnych. Przyświecają im zazwyczaj rocznice ważnych wydarzeń w komunikacji miejskiej (np. uruchomienie komunikacji miejskiej w Szczecinie, uruchomienie trakcji autobusowej, uruchomienie komunikacji w powojennym Szczecinie) lub rocznice wejścia do eksploatacji poszczególnych typów taboru. Skala przedsięwzięć jest zazwyczaj proporcjonalna do wagi wydarzenia oraz liczby lat, jakie upłynęły od wydarzenia. I tak, największymi imprezami były:
- obchody rocznicowe uruchomienia komunikacji miejskiej w Szczecinie (120. rocznica w 1999 r. oraz 125. rocznica w 2004 r.)
- obchody rocznicowe uruchomienia komunikacji tramwajowej w powojennym Szczecinie (55. rocznica w 2000 r. oraz 60. rocznica w 2005 r.)

Tak jak w powyższych przykładach, większość rocznic obchodzona jest w cyklu pięcioletnim.
Ze względu na ukierunkowanie imprezy wyróżnić można:
- otwarte, przeznaczone dla szerokiego grona mieszkańców miasta. W ich trakcie zazwyczaj udostępnia się zwiedzającym jedną (lub więcej) szczecińskich zajezdni, by na koniec odbyć przejazd specjalny taborem komunikacyjnym (często jest to przejazd paradny).
- zamknięte, przeznaczone (ale nie ograniczone) dla członków oraz sympatyków STMKM. Zazwyczaj są to zamknięte przejazdy specjalne, których głównym celem jest integracja środowiska miłośników. Najważniejszą i największą imprezą tego typu jest odbywająca się cyklicznie Szczecińska Grudniowa Nocka, na którą przyjeżdżają miłośnicy z całej Polski.

Szczególną imprezą, są uruchamiane od 2001 r. linie turystyczne. Obsługiwana zabytkowymi tramwajami linia turystyczna "0" oraz autobusowe "50" oraz "100" kursują w każdą niedzielę sezonu wakacyjnego.
Oprócz imprez, których głównym elementem są przejazdy taborem komunikacyjnym (zazwyczaj historycznym lub zabytkowym), w 2002 r. STMKM zorganizowało I Spotkanie Stowarzyszeń Miłośników Komunikacji Miejskiej. Odbywające się co roku (począwszy od 2002 r.) w innym mieście spotkania stanowią platformę do wymiany doświadczeń stowarzyszeń miłośników z całej Polski. W tym samym roku Urząd Miasta Szczecin wyszedł z inicjatywą organizacji corocznego spotkania szczecińskich organizacji pozarządowych Pod Platanami, na którym STMKM co roku prezentuje historyczny tabor będący pod opieką Towarzystwa.

## Pojazdy historyczne i zabytkowe
W swojej krótkiej historii, Towarzystwo uratowało kilkanaście historycznych pojazdów przed kasacją. Największym powodem do dumy jest najstarszy tramwaj w Szczecinie - Nordwaggon Bremen z 1926 r. o numerze #144. Kolekcję tramwajową uzupełniają pojazdy rodziny Konstal N (o numerach #167H, #216H, #286, #293H, #343H i #386). Zachowano również dwa egzemplarze wagonów 102Na (o numerach #604 i #606) wycofanych w związku z kupnem wagonów Tatra KT4Dt.
Po kilku latach przestoju, wzbogaca się również historyczny tabor autobusowy. Pierwszym pojazdem pod opieką STMKM był Jelcz 043 (tzw. "ogórek"). Kolejne, to Autosan H9-35 #220 i Volvo B10MA #2876, wcześniej należące w SPA Dąbie. Następne zabytki to będący na wykończeniu San H100, oraz przeznaczone do renowacji w późniejszym terminie Renault PR-100 oraz Jelcz PR110, a także poddany remontowi kapitalnemu mikrobus Nysa N-59.

## Władze Towarzystwa
Najwyższą władzą Towarzystwa jest Walne Zebranie Członków. Zapisy statutu STMKM powołują Zarząd Towarzystwa jako władzę wykonawczą Towarzystwa w okresie pomiędzy Walnymi Zebraniami Członków. Organem kontroli wewnętrznej jest Komisja Rewizyjna. Oba te organy powoływane są w drodze tajnych, demokratycznych wyborów przez członków Towarzystwa na Walnym Zebraniu Członków na 2-letnie kadencje.
W 2006 r. zmieniono statut STMKM oraz poszczególne regulaminy w celu ich ujednolicenia oraz dostosowania do wymogów obowiązujących organizacje starające się o status organizacji pożytku publicznego. Po wprowadzonych zmianach i kilku próbach uzyskania takowego statusu, w 2008 r. STMKM zostało wpisane na listę organizacji pożytku publicznego.
Do 2006 r. Prezesa Towarzystwa wybierali członkowie Zarządu na swoim pierwszym zebraniu, podobnie jak Przewodniczący Komisji Rewizyjnej wybierany był na pierwszym zebraniu Komisji. Po zmianach dokonanych w statucie, Prezes Towarzystwa wybierany jest przez Walne Zebranie Członków. Sposób wyboru Przewodniczącego Komisji Rewizyjnej nie uległ zmianie. Obecnym prezesem STMKM jest (od 2010 r.) Konrad Stachura.

### Zarząd
Zarząd Towarzystwa liczy sobie od 3 do 7 członków (w tym prezesa) wybieranych w wyborach bezpośrednich. Na pierwszym posiedzeniu Zarząd wybiera ze swojego grona wiceprezesa ds. administracyjnych (sekretarza) oraz wiceprezesa ds. finansowych (skarbnika). Ponadto, w dowolnie wybranym przez siebie momencie, prezes ma prawo powołać lub odwołać wiceprezesa, będącego jego bezpośrednim zastępcą. Przed rokiem 2006 funkcja wiceprezesa była całkowicie nieformalna. Wobec członków zarządu głosowany jest wniosek o udzielenie bądź odmowę udzielenia absolutorium składany przez Komisję Rewizyjną na każdym Walnym Zebraniu Członków. Odwołanie prezesa zarządu (lub nieudzielenie mu absolutorium) jest równoznaczne z odwołaniem całego zarządu.

### Komisja Rewizyjna
Komisja Rewizyjna jako organ kontroli wewnętrznej stoi na straży interesu Towarzystwa oraz statutu. Liczy sobie 3 członków, którzy ze swojego grona wybierają przewodniczącego oraz sekretarza. Najważniejszym zadaniem Komisji Rewizyjnej jest składanie wniosków o udzielenie bądź odmowę udzielenia absolutorium członkom zarządu na Walnym Zebraniu Członków.